# هاري هاليداي
هاري هاليداي (30 مارس 1855 في نيوزيلندا - 19 يوليو 1922) (بالإنجليزية: Harry Halliday)‏ هو لاعب كريكت نيوزلندي. لعب مع Nelson cricket team ‏.

## وصلات خارجية
- هاري هاليداي على موقع إي آس بي آن كريك إنفو (الإنجليزية)